# Gneo Domizio Enobarbo (console 162 a.C.)
Gneo Domizio Enobarbo, in latino Cnaeus Domitius Ahenobarbus, (fl. II secolo a.C.), è stato un politico romano, che nel 162 a.C. ha ricoperto la carica di console.

## Biografia
Era figlio di Gneo Domizio Enobarbo che aveva ricoperto la carica di console nel 192 a.C.; fu nominato pontefice nel 172 BC, quando era ancora giovane e nel 169 a.C. fu inviato con due altri commissari in Macedonia.
Nel 167 a.C. fu uno dei dieci commissari incaricati di sistemare gli affari della Macedonia assieme a Emilio Paolo; e quando i consoli del 162 a.C. a causa di qualche errore negli auspicia nella loro elezione, lui e Publio Cornelio Lentulo furono eletti consoli al loro posto.
Era il padre di Gneo Domizio Enobarbo, che fu console nel 122 a.C.

### Triumvir monetalis
Ad Gneo Domizio è attribuibile una emissione, databile nel periodo 189 - 180 a.C. composta da un denario e da tre monete in bronzo: asse, quadrante e sestante. La serie è caratterizzata al rovescio dalle lettere CN DO.